# Tōhō (Fukuoka)
Tōhō (jap. 東峰村 Tōhō-mura) ist ein Dorf im Asakura-gun in der Präfektur Fukuoka, Japan.

## Geografie
Tōhō liegt im Südosten der Präfektur Fukuoka am Kreuzungspunkt des Hiko-Kubote-Berglands (英彦～求菩堤山地) im Osten mit dem Kosho-Hōman-Bergland (古処～宝満山地) im Westen. Nördlich der Gemeinde liegt das Chikuhō-Becken (筑豊盆地, Chikuhō-banchi) des Flusses Onga-gawa, südwestlich die Chikugo-Ebene (筑後平野, Chikugo-heiya) des Chikugo-gawa und südöstlich das Hita-Becken (日田盆地, Hita-banchi).
Im Gemeindegebiet selber gibt es nur das Koishiwara-Becken (小石原盆地, Koishiwara-banchi) im Nordwesten als einzige größere Freifläche. Diese wird von vier Bächen durchflossen, die sich an deren südwestlichen Ende zum Koshiwara-gawa (小石原川) vereinen. Die restlichen Siedlungen liegen entlang der schmalen Täler des Ōhi-gawa (大肥川) der südlich der Ebene entspringt und dessen im Nordosten entspringenden Nebenfluss Hōshuyama-gawa (宝珠山川), die sich beide südlich auf Gemeindegebiet vereinen. Daraus ergibt sich, dass 86 % des Gemeindegebietes Bergwälder und -wiesen sind.
Der jährliche Niederschlag beträgt im Mittel 2000 mm, im Vergleich zu 300 mm in den Ebenen der Präfektur, wo sich die großen Städte befinden. Trotz der südlichen Lage (etwa auf dem gleichen Breitengrad wie Kreta) sind die Winter häufig verschneit, während die Sommer Temperaturen von 25 °C haben.

## Geschichte
Tōhō wurde am 28. März 2005 aus dem Zusammenschluss der Dörfer Koishiwara (小石原村, -mura) und Hōshuyama (宝珠山村, -mura) im Asakura-gun gegründet.
Koishiwara ist für seine Koishiwara-Töpferwaren (小石原焼, Koishiwara-yaki) bekannt, die wiederum ihren Ursprung in der Takatori-Keramik haben.

## Verkehr
- Straßen:
  - Nationalstraße 211
  - Nationalstraße 500
- Zug:
  - JR Hitahikosan-Linie

## Angrenzende Städte und Gemeinden
- Präfektur Fukuoka
  - Asakura
  - Kama
  - Soeda
- Präfektur Ōita
  - Hita